# Conus lienardi
Conus lienardi es una especie de molusco gasterópodo en la familia Conidae. Tienen conchas anaranjadas y blancas.